# Driehuizen (Friesland)
Driehuizen (Fries: Trijehuzen) is een buurtschap in de gemeente Súdwest-Fryslân, in de Nederlandse provincie Friesland. De buurtschap ligt tussen Hidaard en Oosterend aan de doodlopende weg Trijehuzen. De buurtschap is met een pad verbonden met de boerderij op het einde van de Wynserdyk. Deze boerderij ligt op de plaats van de voormalige buurtschap Wijns. Door de buurtschap Driehuizen loopt de Wijnservaart, die verbonden is met de Hidaardervaart. De drie boerderijen van de buurtschap liggen qua adressering in Hidaard.

## Geschiedenis
De buurtschap is op een terp ontstaan. De buurtschap werd in 1700 als Rispens vermeld, de oorspronkelijk naam voor de terp en buurtschap. De huidige boerderij 'State Rispens' herinnert daar nog aan. Er staat in die tijd ook nog een stinswier bij de buurtschap, een kleinere maar hogere terp annex heuvel.
In 1851 wordt op een kaart de buurtschap verdeeld, de oostelijke boerderij heette Nijehuis terwijl de westelijke Rispens heet. Rond  halfweg de twintigste eeuw ontstond de naam Driehuizen, afgeleid van het aantal boerderijen in de buurtschap. Het Nijehuis van destijds wordt later Huize Wier 33 genoemd, wat vermoedelijk gelinkt kan worden aan de verdwenen stinswier.

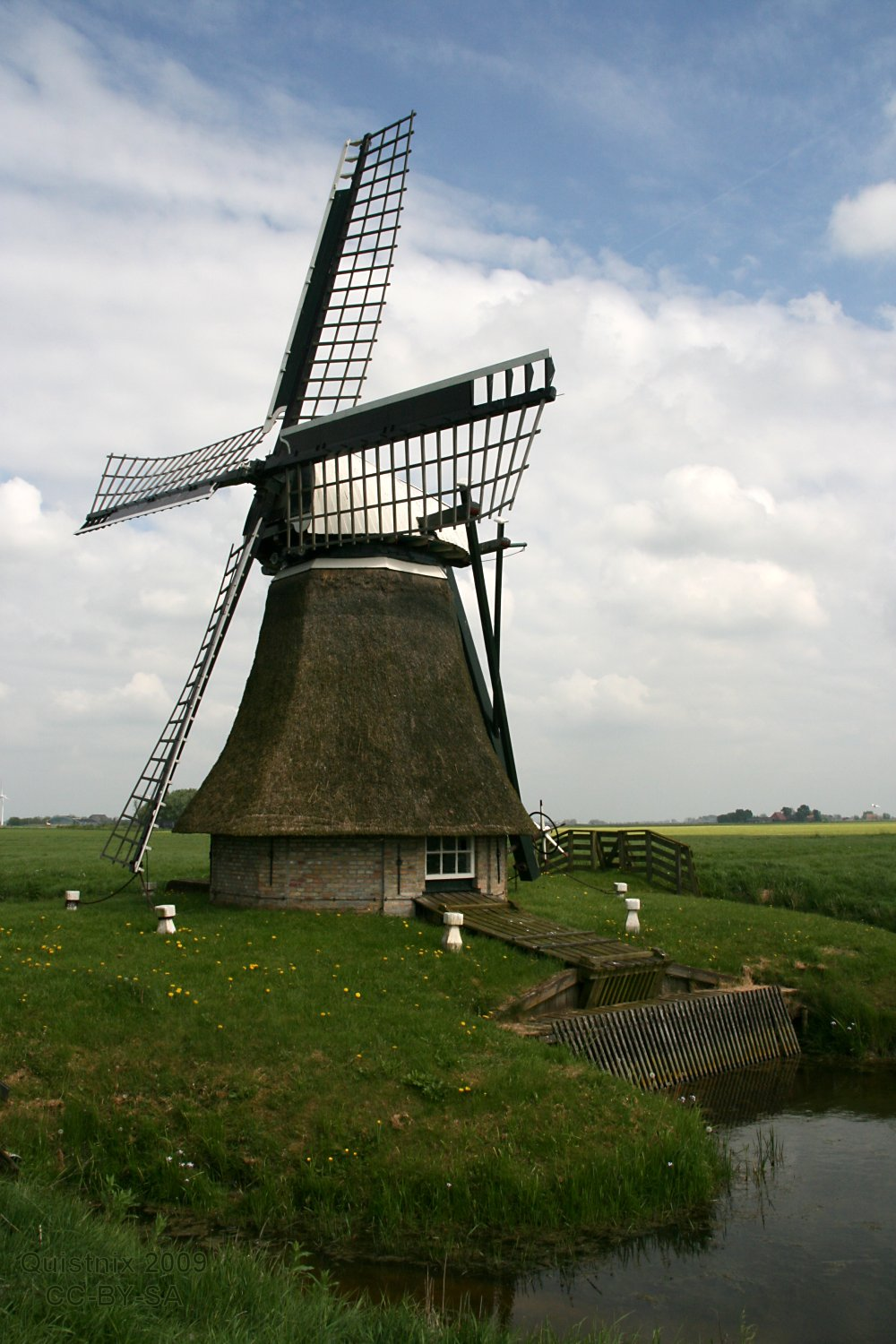
Rispenserpoldermolen

## Molen
Ten noordoosten staat de Rispenserpoldermolen, een oorspronkelijk uit 1821 daterende grondzeiler en een rijksmonument.
Steden: Bolsward · Hindeloopen · IJlst · Sneek · Stavoren · Workum

Dorpen en gehuchten: Abbega · Allingawier · Arum · Blauwhuis · Bozum · Breezanddijk · Britswerd · Burgwerd · Cornwerd · Dedgum · Deersum · Edens · Exmorra · Ferwoude · Folsgare · Gaast · Gaastmeer · Gauw · Goënga · Greonterp · Hartwerd · Heeg · Hemelum · Hennaard · Hichtum · Hidaard · Hieslum · Hommerts · Idsegahuizum · IJsbrechtum · Indijk · It Heidenskip · Itens · Jutrijp · Kimswerd · Kornwerderzand · Koudum · Kubaard · Loënga · Lollum · Longerhouw · Lutkewierum · Makkum · Molkwerum · Nijhuizum · Nijland · Offingawier · Oosterend · Oosterwierum · Oosthem · Oppenhuizen · Oudega · Parrega · Piaam · Pingjum · Poppingawier · Rauwerd · Rien · Roodhuis · Sandfirden · Scharl · Scharnegoutum · Schettens · Schraard · Sijbrandaburen · Terzool · Tirns · Tjalhuizum · Tjerkwerd · Uitwellingerga · Waaxens · Warns · Westhem · Wieuwerd · Witmarsum · Wolsum · Wommels · Wons · Woudsend · Zurich

Buurtschappen: Abbegaasterketting · Anneburen · Arkum · Atzeburen · Baarderburen · Baburen · Bernsterburen · De Bieren · De Blokken · De Hel · De Grits · De Kat · De Klieuw · De Polle · De Wieren · Dijksterburen · Doniaburen · Draaisterhuizen · Driehuizen · Eemswoude · Engwerd · Engwier · Exmorrazijl · Feyteburen · Flansum · Galamadammen · Gooium · Grauwe Kat · Grote Wiske · Grotewierum · Harkezijl · Hayum · Hemert · Hidaarderzijl · Hoekens · Hornsterburen · Idzega · Idserdaburen · Indijk (Bozum) · Jet · Jonkershuizen · Jousterp · Jouswerd · Kampen · Kleine Gaastmeer · Kleine Wiske · Kleiterp · Kooihuizen · Koufurderrige  · Kromwal · Koudehuizum · Laaxum · Laad en Zaad · Lippenwoude · Lytshuizen · Makkum (Bozum) · Meilahuizen · Montsamaburen · Nijeburen · Nijeklooster · Nijezijl · Oosthem (Witmarsum) · Osingahuizen · Piekezijl · Remswerd · Rijtseterp · Scharneburen · Schrok · Sieswerd · Sjungadijk · Smallebrugge · Sotterum · Speers  · Strand · Swaanwerd · Swarte Beien · Tsjerkebuorren · Vierhuizen · Viersprong · Vijfhuis · Vissersburen  · Het Vliet· Westerlittens · Wolsumerketting · Wonneburen · Ypecolsga

 Voormalige buurtschappen: Aaksens · Angterp · De Band · Barsum · De Bird · Bittens · Bloemkamp · Bootland · Bovenburen · Doniawier · Goëngamieden · Hiddum · Houw · Knossens · De Nes · Ottenburen · Sandfirderrijp · Slijp · Spijk · De Weeren 

Friesland: Steden en dorpen      Nederland: Provincies · Gemeenten